# Blue Mink
Blue Mink — британський поп-гурт, утворений 1969 року в Лондоні. До складу гурту ввійшли: Роджер Кук (Roger Cook) — клавішні, гітара, вокал; Меделін Белл (Madeline Bell) — вокал; Роджер Кулем (Roger Coulam) — клавішні; Алан Паркер (Alan Parker) — гітара; Хербі Флауренс (Herbbie Flowers) — бас та Беррі Морган (Barry Morgan) — ударні.
Ініціатива створення цієї групи належала популярному композитору та співаку Роджеру Куку, який запросив темношкіру співачку та четвірку студійних музикантів взяти участь у його проекті. Композиції для Blue Mink переважно створював Кук, а також його старий партнер Роджер Грінвей (обидва у 1960-х роках виступали як дует David & Jonathan).
Період успіху Blue Mink у 1969-1973 роках розпочався з антирасистського твору «Melting Pot». На топ-аркуші потрапили також сингли «Good Morning Freedom», «Our World», «Benner Man», «Stay With Me», «By The Devil» та «Randy». Однак і після кількарічного періоду слави та розпаду гурту 1975 року професіоналізм і талант учасників Blue Mink дозволив їм продовжити музичну кар'єру. Сьогодні кожен з них з успіхом діє як студійний інструменталіст чи вокаліст.

## Дискографія
- 1969: Blue Mink
- 1970: Melting Pot
- 1970: Our World
- 1971: Real Mink
- 1972: A Time Of Change
- 1972: Live At The Talk Of The Town
- 1973: Only When I Laugh
- 1973: The Best Of Blue Mink
- 1974: Fruity
- 1974: The Best Of Blue Mink
- 1975: The Hit Making World Of Blue Mink
- 1975: Attention
- 1977: Hit Making Sound
- 1978: The Collection: Blue Mink

### Меделін Белл
- 1967: Bell's A Poppin
- 1969: Doin' Things
- 1971: Medeline Bell
- 1971: Sixteen Star Tracks
- 1973: Com in' Atcha
- 1976: This Is One Girl